# Phlyctimantis boulengeri
Espèce
Statut de conservation UICN

 LC  : Préoccupation mineure
Phlyctimantis boulengeri est une espèce d'amphibiens de la famille des Hyperoliidae.

## Répartition
Cette espèce se rencontre dans trois populations distinctes, :
- une dans le sud-ouest du Cameroun et le Sud-Est du Nigeria ;
- une sur l'île de Bioko en Guinée équatoriale ;
- une dans le sud-ouest du Ghana, le Sud de la Côte d'Ivoire, le Liberia et l'extrême Sud-Est de la Guinée.

## Étymologie
Cette espèce est nommée en l'honneur de George Albert Boulenger.

## Publication originale
- Perret, 1986 : Considérations sur le genre Phlyctimantis Laurent et Combaz (Anura, Hyerpoliidae). Bulletin de la Société Neuchâteloise des Sciences Naturelles, vol. 109, p. 19-26 (texte intégral).